# Pennington's Choice
Pennington's Choice è un film muto del 1915 diretto da William Bowman. Segna il debutto sullo schermo di J. J. Jeffries, ex pugile campione di boxe.

## Trama
Il newyorkese Robert Pennington si innamora di Eugenia Blondeau, una ragazza canadese in visita in città. Lui la vorrebbe sposare, ma lei dichiara che non se ne può far niente senza il consenso di suo padre. Robert, allora, parte per i boschi del Canada per andare a chiedere la sua mano ma deve presto scontrarsi con i rozzi abitanti del posto che gliene fanno passare di tutti i colori. Maltrattato e picchiato, il giovanotto non fa una buona impressione su Jules, il padre di Eugenia. I fratelli della ragazza, fingendo di essere due bulli, fanno del loro meglio per tormentarlo mentre Eugenia si fa passare per Marie, la sorella gemella, una versione selvaggia ma altrettanto affascinante della ragazza che ha fatto innamorare Robert. Nonostante la tentazione di Marie, il giovanotto di New York non riesce più a sopportare le manieracce dei fratelli e si rifugia nei boschi. Incontra J. J. Jeffries, campione di boxe in vacanza da quelle parti, e da lui prende lezioni di pugilato. Sulla via del ritorno, si imbatte in Jean e Pierre, due loschi figuri che stanno progettando di impossessarsi della proprietà dei Blondeau. Robert, sfruttando le sue nuove abilità pugilistiche, sconfigge i due malviventi, salva la fattoria e conquista definitivamente il cuore e la mano di Eugenia.

## Produzione
Il film fu prodotto dalla Quality Pictures Corporation.

## Distribuzione
Il copyright del film, richiesto dalla Metro Pictures Corp., fu registrato il 2 novembre 1915 con il numero LP6839. Distribuito dalla Metro Pictures Corporation il film uscì nelle sale cinematografiche statunitensi l'8 novembre 1915.
Copia completa della pellicola si trova conservata negli archivi del George Eastman House di Rochester.